# Croton asperrimus
Espèce
Croton asperrimus est une espèce de plantes à fleurs du genre Croton et de la famille des Euphorbiaceae, présente au Brésil (Amazonas).
Il a pour synonyme :
- Oxydectes asperrima, (Benth.) Kuntze